# Penstemon azureus
Penstemon azureus är en grobladsväxtart som beskrevs av George Bentham. Penstemon azureus ingår i släktet penstemoner, och familjen grobladsväxter.

## Underarter
Arten delas in i följande underarter:
- P. a. angustissimus
- P. a. azureus